# Athens (Alabama)
Athens é uma cidade localizada no estado americano do Alabama, no Condado de Limestone.

## Demografia
Segundo o censo americano de 2000, a sua população era de 18.967 habitantes. 
Em 2006, foi estimada uma população de 21.851, um aumento de 2884 (15.2%).

## Geografia
De acordo com o United States Census Bureau, a localidade tem uma área de 102,1 km², dos quais 101,9 km² cobertos por terra e 0,2 km² cobertos por água. Athens localiza-se a aproximadamente 235 m acima do nível do mar.

## Localidades na vizinhança
O diagrama seguinte representa as localidades num raio de 24 km ao redor de Athens. 